# Penda Ya Ndakolo
Penda Ya Ndakolo (* 23. März 1960 in Oshigambo, Südwestafrika) ist ein namibischer Politiker der SWAPO. Er war von März 2015 bis März 2020 im Kabinett Geingob I als Minister im Verteidigungsministerium tätig.
Ya Ndakolo war von 2004 bis 2015 und ist seit dem 7. April 2020 Gouverneur der Region Oshikoto. Er war von 2004 bis 2010 Mitglied des Nationalrats; seit 2015 ist er Abgeordneter der Nationalversammlung. In den 1980er Jahren war er im namibischen Befreiungskampf kämpfendes Mitglied der People’s Liberation Army of Namibia.

## Auszeichnungen
2014 erhielt er für seine Verdienste mit dem Most Distinguished Order of Namibia (1. Klasse) durch Staatspräsident Hifikepunye Pohamba einen der höchsten Orden Namibias.
2009 wurde er als Kriegsveteran (Veteran of the National Liberation Struggle of Namibia) anerkannt.